# Rieutowa (wieś)
Rieutowa (ros. Реутова) – wieś (ros. деревня, trb. dieriewnia) w zachodniej Rosji, w sielsowiecie katyrinskim rejonu oktiabrskiego w obwodzie kurskim.

## Geografia
Miejscowość położona jest w dorzeczu Sejmu (lewy dopływ Desny), 2 km od centrum administracyjnego sielsowietu (Mitrofanowa), 4 km na południowy zachód od centrum administracyjnego rejonu (Priamicyno), 20 km na południowy zachód od Kurska, 14 km od drogi magistralnej (federalnego znaczenia) M2 «Krym».
We wsi znajdują się 32 posesje.
Klimat
Miejscowość, jak i cały rejon, znajduje się w strefie klimatu kontynentalnego z łagodnym ciepłym latem i równomiernie rozłożonymi opadami rocznymi (Dfb w klasyfikacji klimatów Köppena).

## Demografia
W 2010 r. wieś zamieszkiwało 76 osób.